# Ісіда Томоцугу
Ісіда Томоцугу (яп. 智嗣石田; нар. 24 травня 1989) — японський борець вільного стилю, срібний та дворазовий бронзовий призер чемпіонатів Азії, бронзовий призер Кубку світу.

## Життєпис
Був бронзовим призером чемпіонату світу 2006 року серед кадетів. У 2010 році став чемпіоном світу серед студентів.
Виступав за борцівський клуб Токіо.

## Спортивні результати на міжнародних змаганнях

### Виступи на Чемпіонатах світу
| Змагання                        | Збірна | Вагова категорія          | Місце |
| ------------------------------- | ------ | ------------------------- | ----- |
| Чемпіонат світу з боротьби 2015 | Японія | вільна боротьба, до 65 кг | 24    |

### Виступи на Чемпіонатах Азії
| Змагання                       | Збірна | Вагова категорія          | Місце  |
| ------------------------------ | ------ | ------------------------- | ------ |
| Чемпіонат Азії з боротьби 2012 | Японія | вільна боротьба, до 60 кг | Бронза |
| Чемпіонат Азії з боротьби 2013 | Японія | вільна боротьба, до 66 кг | Бронза |
| Чемпіонат Азії з боротьби 2014 | Японія | вільна боротьба, до 65 кг | 7      |
| Чемпіонат Азії з боротьби 2015 | Японія | вільна боротьба, до 65 кг | Срібло |

### Виступи на Азійських іграх
| Змагання           | Збірна | Вагова категорія          | Місце |
| ------------------ | ------ | ------------------------- | ----- |
| Азійські ігри 2014 | Японія | вільна боротьба, до 65 кг | 5     |

### Виступи на Кубках світу
| Змагання                    | Збірна | Вагова категорія          | Місце  |
| --------------------------- | ------ | ------------------------- | ------ |
| Кубок світу з боротьби 2013 | Японія | вільна боротьба, до 66 кг | Бронза |

### Виступи на інших змаганнях
| Змагання                                                | Збірна | Вагова категорія          | Місце  |
| ------------------------------------------------------- | ------ | ------------------------- | ------ |
| Турнір Дана Колова — Николи Петрова 2010                | Японія | вільна боротьба, до 66 кг | 5      |
| Чемпіонат світу з боротьби серед студентів 2010         | Японія | вільна боротьба, до 66 кг | Золото |
| Золотий Гран-прі з боротьби 2011 (Баку)                 | Японія | вільна боротьба, до 60 кг | 11     |
| Міжнародний турнір Ньюйоркського атлетичного клубу 2012 | Японія | вільна боротьба, до 66 кг | 4      |
| Гран-прі «Іван Яригін» 2013                             | Японія | вільна боротьба, до 66 кг | 22     |
| Кубок Тахті 2014                                        | Японія | вільна боротьба, до 65 кг | 16     |
| Турнір Яшара Догу 2014                                  | Японія | вільна боротьба, до 65 кг | 14     |
| Кубок Президента Бурятської Республіки з боротьби 2015  | Японія | вільна боротьба, до 65 кг | Золото |
| Відкритий кубок Монголії з боротьби 2015                | Японія | вільна боротьба, до 65 кг | 5      |
| Меморіал Вацлава Циолковського 2015                     | Японія | вільна боротьба, до 65 кг | Бронза |

### Виступи на змаганнях молодших вікових груп
| Змагання                                      | Збірна | Вагова категорія                 | Місце  |
| --------------------------------------------- | ------ | -------------------------------- | ------ |
| Чемпіонат світу з боротьби серед юніорів 2008 | Японія | вільна боротьба, до 66 кг        | 13     |
| Чемпіонат світу з боротьби серед юніорів 2009 | Японія | вільна боротьба, до 66 кг        | 5      |
| Чемпіонат Азії з боротьби серед кадетів 2006  | Японія | греко-римська боротьба, до 63 кг | Бронза |